# Opinio iuris sive necessitatis
L'opinio iuris sive necessitatis è il convincimento spontaneo di un soggetto, che abbia o meno contribuito all'adozione di una norma, che la condotta e i princìpi stabiliti nella stessa siano giuridicamente obbligatori.

## Descrizione
Un comportamento che risponda ai requisiti di opinio iuris sive necessitatis e diuturnitas, ossia ripetizione costante nella storia, può essere considerato come consuetudine di diritto internazionale, fonte verticistica e vincolante dell'ordinamento di diritto internazionale. Criterio prioritario risulta essere l'opinio iuris sive necessitatis, dal momento che il fattore temporale è inversamente proporzionale rispetto alla diffusione della consuetudine, ossia, maggiore è l'applicazione del comportamento da parte della generalità degli Stati, minor tempo sarà necessario affinché assurga a consuetudine di diritto internazionale.